# 계곡 장흥임씨 당산마을 고문서 일괄
계곡 장흥임씨 당산마을 고문서 일괄은 대한민국 전라남도 해남군 계곡면에 있다. 2010년 5월 26일 해남군의 향토문화유산 제17호로 지정되었다.

## 개요
장흥임씨는 해남에서 주로 계곡면에 집성촌이 형성되어 있다. 그 중에서도 강절, 신기, 당산마을에 많이 살고 있다.
장흥임씨의 해남 탯자리인 이곳에는 임근, 임자영 등 7인이 모셔져 있는 운곡사와 바로 옆에 입향조인 임서규의 묘도 있다.
해남 최초 장관 출신인 임충식씨가 이곳 신기리 태생으로 강절마을에서 자랐으며 국회의원이었던 임영득씨도 이곳 출신이다.
약 300년전에 만들어진 대동계가 있어 마을의 중요한 일들이 이 대동계를 중심으로 이루어진다. 대동계는 일종의 마을자치규약으로 불효한 자나 형제간의 불화, 어른에게 불손한 자에 대한 처벌도 들어 있어 마을의 질서와 미풍양속을 유지하는 큰 역할을 하였다.
이처럼 18세기 무렵 계곡 당산마을 장흥임씨 대동계 문서는 총 60여권으로 이루어졌는데 주로 장흥임씨 문중기록과 마을 규칙들을 담은 대동계로서 당시의 향촌생활 및 문중생활에 대한 귀중한 가치를 지니고 있다.